# Sinematiali
Sinematiali é uma cidade ao norte da Costa do Marfim. É uma subprefeitura e comuna do departamento de Sinematiali, no distrito de Poro, na região das Savanas. Segundo censo de 1998, havia 37 592 residentes.

## História
Segundo a tradição oral, tomado da necessidade de conquista, o fama Tiebá (r. 1866–1893) do Reino de Quenedugu atacou Nielé. Na sua aproximação, os locais evacuaram Nielé e sob comando de Piequé e Uairimé chegaram a Sinematiali. Tieba os perseguiu, mas foi derrotado por eles, a quem os guerreiros de Sinematiali se juntaram. Essa expedição foi datada entre 1890 e 1893.